# Martino Bassi
Pour les articles homonymes, voir Bassi.
Martino Bassi (né en 1542 à Seregno et mort en 1591 à Milan) est un architecte italien de la Renaissance, actif principalement à Milan.

## Travaux

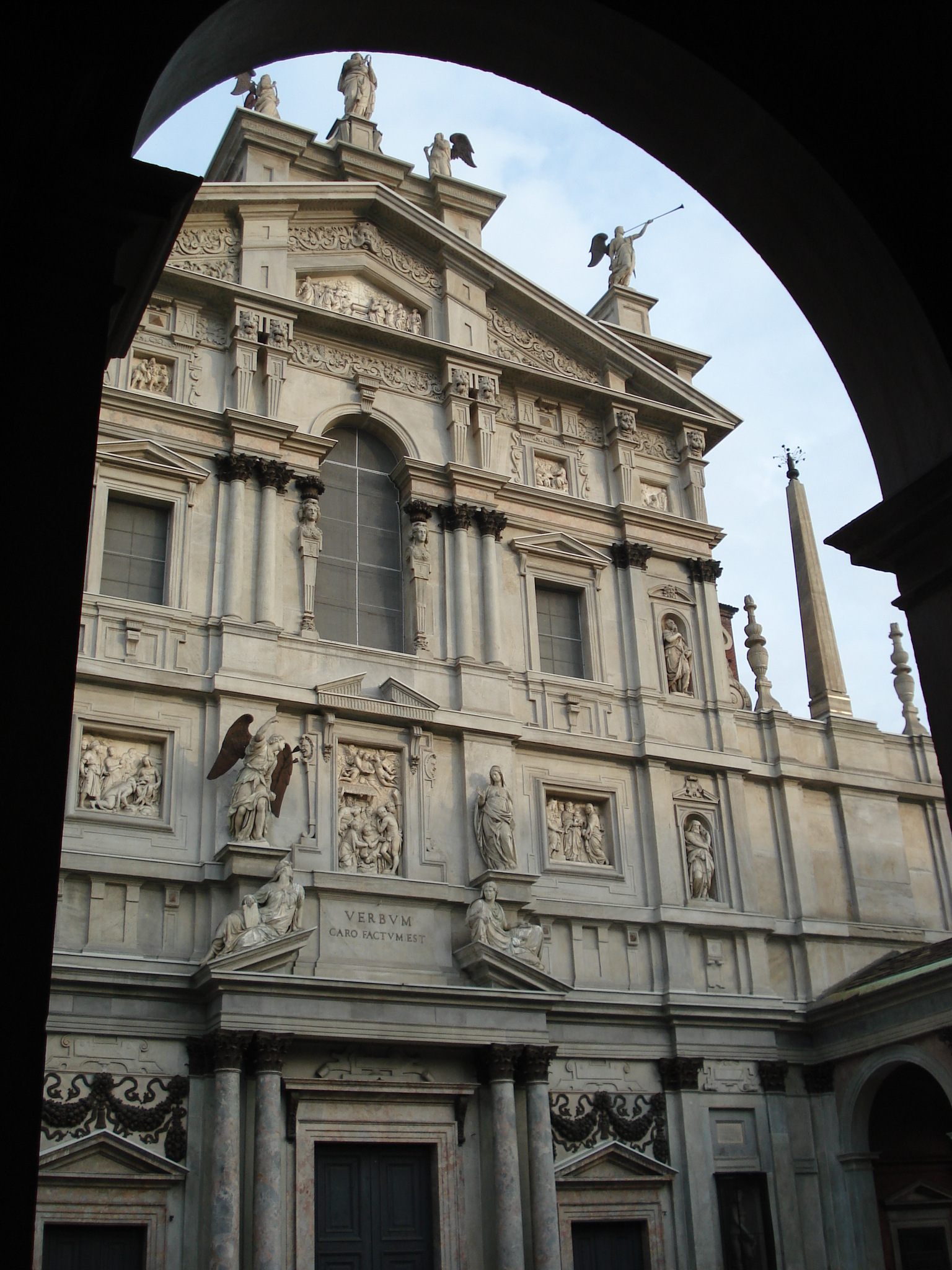
Sainte Marie des miracles, Milan
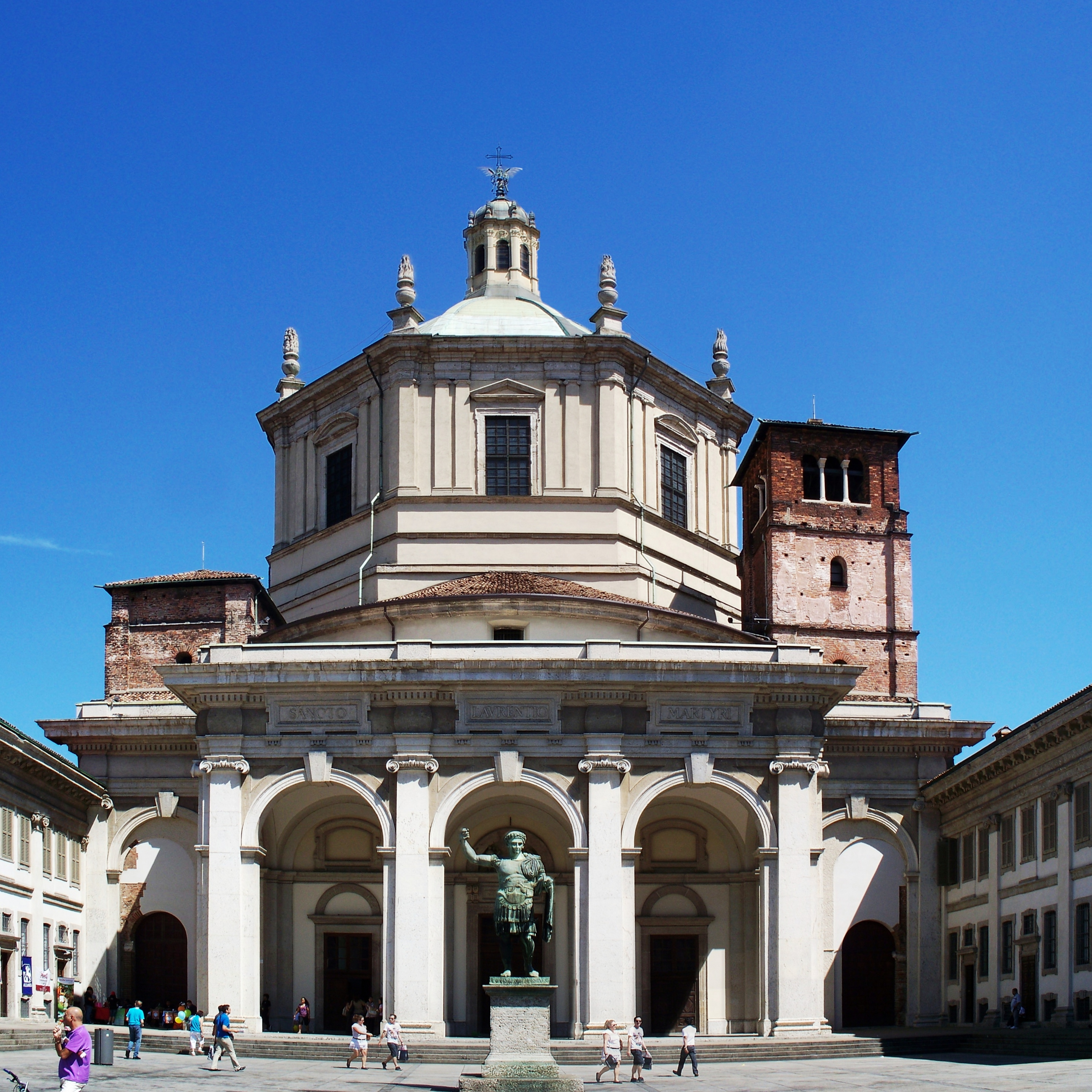
San Lorenzo, Milan
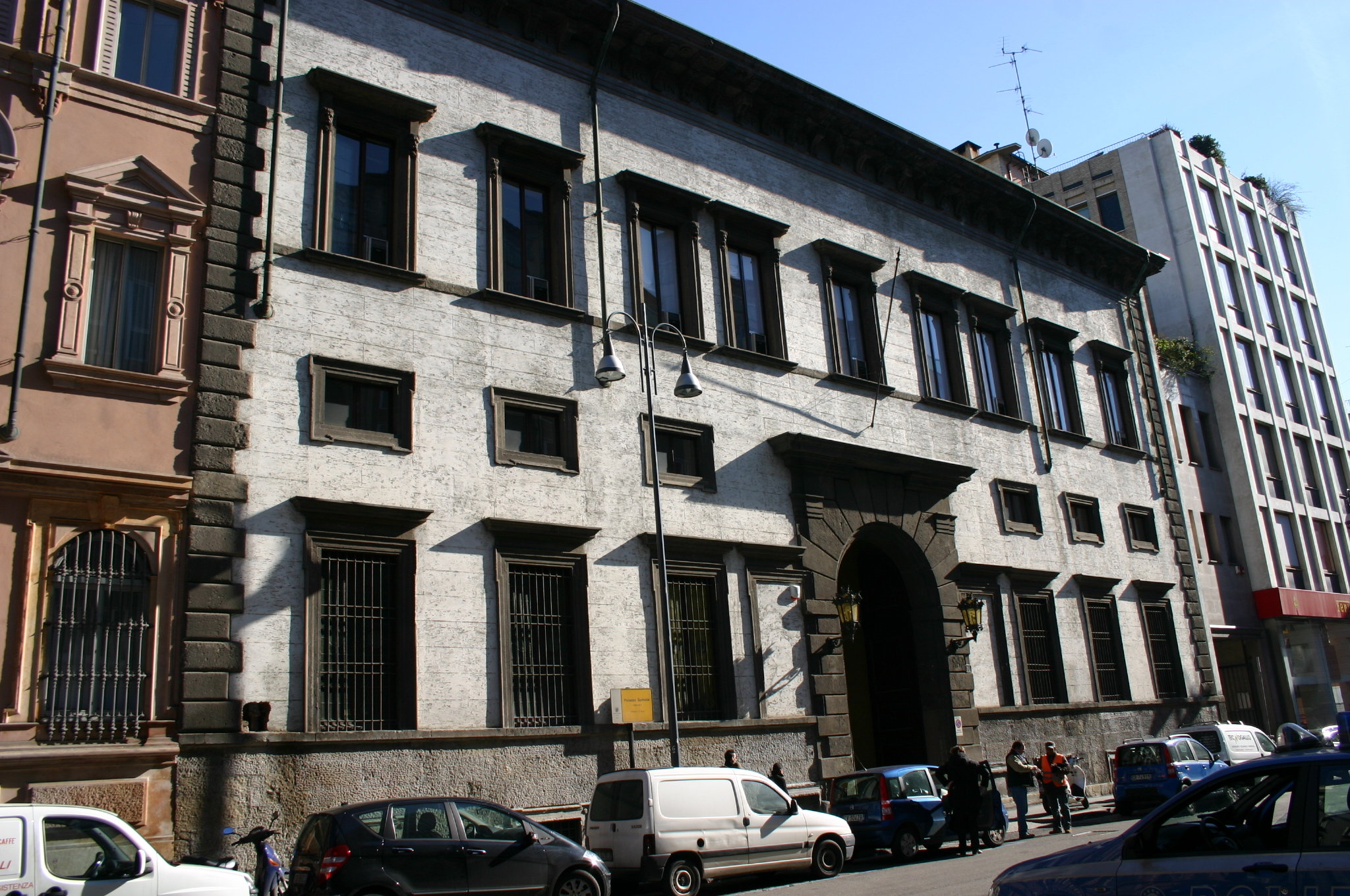
Palazzo Spinola, Milan
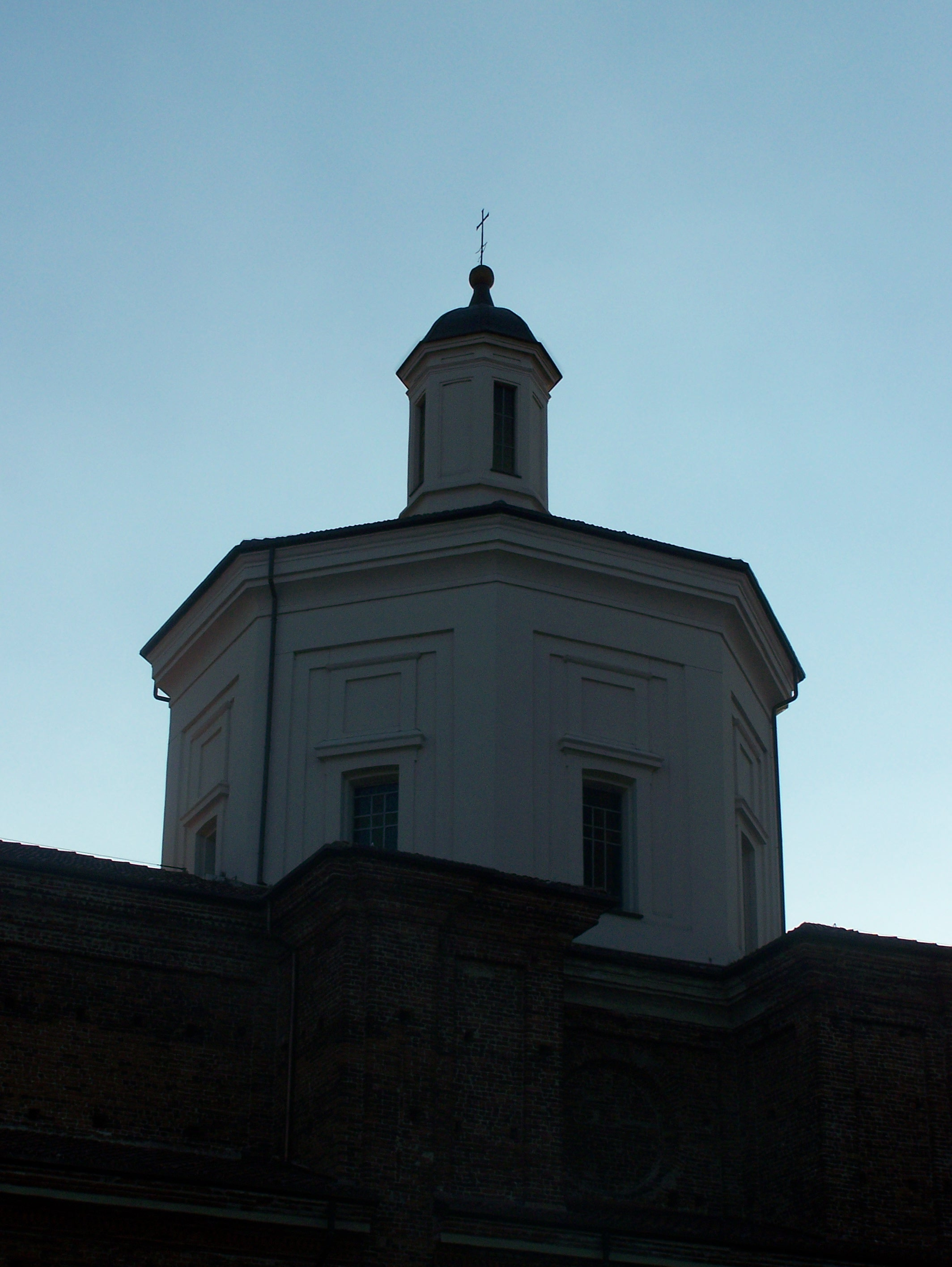
La coupole de l'église San Giorgio à Bernate Ticino

## Publications
- Dispareri in materia d'architettura, et perspettiva, Brescia, 1572
- Dispareri in materia d'architettura, et perspettiva, Milan, 1771